# Anna Domino
Anna Domino is een Amerikaanse zangeres, geboren in Tokio als Anna Virginia Taylor Delory, die in de jaren 80 in Brussel verbleef en daar deel uitmaakte van een experimenteel getinte muziekscene rond het onafhankelijke platenlabel Les Disques du Crépuscule (waar onder meer Tuxedomoon, Legendary Pink Dots, Isabelle Antena en Paul Haig deel van uitmaakten). Anna Domino leverde een aantal gastbijdragen op platen van deze artiesten, maar bracht zelf ook een aantal albums uit. Ze is wellicht het bekendst van haar duet met Luc Van Acker op diens single Zanna uit 1984.
Vanaf 1987 werkte ze nauw samen met de Belgische multi-instrumentalist Michel Delory.
Na de jaren 80 verdween ze wat uit beeld, maar ze bleef samen met de ondertussen haar echtgenoot geworden Michel Delory actief in de muziekwereld, met onder meer samenwerkingen met Alan Rankine, Marc Moulin, Dan Lacksman, Flood en Blaine L. Reininger. Ze maakte in de periode 1998/99 samen met Delory deel uit van de groep Snakefarm.

## Discografie

### Albums
- East and West (Crépuscule, 1984)
- Anna Domino (Crépuscule, 1986)
- This Time (Crépuscule, 1987)
- Colouring in the edge and the outline (Crépuscule, 1988)
- L'Amour fou (Crépuscule, 1989)
- Mysteries of America (Crépuscule, 1990)
- Favourite songs from the Twilight years (US-compilatie - Janken Pon, 1997)
- Snakefarm (Kneeling Elephant, 1999)

### Singles en 12" maxi-singles
- Trust in love / Repeating (Crépuscule, 1983)
- Rhythm / Target (Crépuscule, 1984)
- Take that / Koo koo (Crépuscule, 1985)
- Lake / Hammer (Crépuscule, 1987)
- Tempting / Always always (Crépuscule, 1988)

- International Standard Name Identifier: 0000 0000 7375 8358
- Library of Congress Control Number: no98033101
- MusicBrainz: 8d1f3f44-c4cf-4fbe-b4a2-d70f495dc48b
- Virtual International Authority File: 79591402
- WorldCat: E39PBJqbdVtWbpDcXCMwMcwgrq